# Kaliman
Kaliman este un sat din comuna Ulcinj, Muntenegru. Conform datelor de la recensământul din 2003, localitatea are 8 locuitori (la recensământul din 1991 erau 15 locuitori).

## Demografie
În satul Kaliman locuiesc 8 persoane adulte, iar vârsta medie a populației este de 61,8 de ani (63,2 la bărbați și 60,9 la femei). În localitate sunt 3 gospodării, iar numărul mediu de membri în gospodărie este de 2,67.
|  |

| Demografie | Demografie | Demografie |
| An         | Locuitori  | Locuitori  |
| ---------- | ---------- | ---------- |
|            |            |            |
|            |            |            |
|            |            |            |
|            |            |            |
| 1948       | 92         |            |
| 1953       | 102        |            |
| 1961       | 114        |            |
| 1971       | 121        |            |
| 1981       | 27         |            |
| 1991       | 15         | 15         |
| 2003       | 8          | 8          |

| \| Componența etnică conform recensământului din 2003[2] \| Componența etnică conform recensământului din 2003[2] \| Componența etnică conform recensământului din 2003[2] \| Componența etnică conform recensământului din 2003[2] \| Componența etnică conform recensământului din 2003[2] \| \| ----------------------------------------------------- \| ----------------------------------------------------- \| ----------------------------------------------------- \| ----------------------------------------------------- \| ----------------------------------------------------- \| \| \| \| \| \| \| \| Albanezi \| Albanezi \| \| 8 \| 100% \| \| necunoscută \| necunoscută \| \| 0 \| 0% \| |             |  |   |      |
| Componența etnică conform recensământului din 2003 |             |  |   |      |
| |             |  |   |      |
| Albanezi | Albanezi    |  | 8 | 100% |
| necunoscută | necunoscută |  | 0 | 0%   |